# Night Head 2041
Night Head 2041 (ナイトヘッド2041?), estilizado como NIGHT HEAD 2041, es una serie de anime producida por el estudio Shirogumi, dirigida por Takamitsu Hirakawa y escrita por Jōji Iida (el director del drama original). Es una nueva versión basada en el drama japonés homónimo de 1992 y en el anime Night Head Genesis de 2006, pero ambientada en una distópica ciudad de Tokio en el año 2041. Los diseños de personajes originales son proporcionados por Ito Ōgure (bajo el seudónimo de Oh! Great), mientras que Ken'ichirō Tomiyasu realizó el arte conceptual; Yutaka Yamada compuso la banda sonora del anime y a Slow Curve se le atribuyó la planificación y la producción. La serie se estrenó en Plus Ultra, uno de los bloques de programación de Fuji TV el 15 de julio de 2021. Crunchyroll obtuvo la licencia de la serie.
Una adaptación al manga con ilustraciones de Akira Ogawa ha sido serializado en línea a través del sitio web Young Magazine Web de la editorial Kōdansha desde el 28 de abril de 2021. Unas adaptaciones a la novela, escrita por el propio Iida en colaboración con Kawato Azusa y a una obra de teatro también han sido anunciadas.

## Argumento
Se dice que los humanos no usan alrededor del 70% de sus cerebros. Se cree que los poderes misteriosos que exhiben algunos humanos provienen de esa parte del cerebro. Hay un término para el 70% del cerebro que no se usa, "NIGHT HEAD". Expulsados de la sociedad debido a sus poderes psíquicos, dos hermanos llamados Naoto y Naoya Kirihara fueron mantenidos en un laboratorio de investigación para psíquicos durante los últimos 15 años. Esperan que la razón por la que pudieron dejar el laboratorio es porque la gente estaba lista para aceptar y dar la bienvenida a los psíquicos como parte de la sociedad, tal como les dijo el jefe del laboratorio, Kyōjirō Mikuriya. Pero lo que encontraron fue Tokio en el año 2041, donde no solo se negó por completo la existencia de energía mental, sino que cualquier cosa, desde libros o imágenes que describieran fenómenos sobrenaturales, incluidos los psíquicos, fue completamente censurada.

## Personajes
Naoto Kirihara (霧原直人 Kirihara Naoto?)
Seiyū: Daisuke Ono; Hiroki Nanami (joven)
Naoya Kirihara (霧原直也 Kirihara Naoya?)
Seiyū: Nobunaga Shimazaki; Shizuka Ishigami (joven)
Takuya Kuroki (黒木タクヤ Kuroki Takuya?)
Seiyū: Takahiro Sakurai; Natsumi Fujiwara (joven)
Yūya Kuroki (黒木ユウヤ Kuroki Yūya?)
Seiyū: Kenshō Ono; Makoto Koichi (joven)
Michio Sonezaki (曽根崎道夫 Sonezaki Michio?)
Seiyū: Kazuyuki Okitsu
Reika Mutō (武藤玲佳 Mutō Reika?)
Seiyū: Lynn
Daisuke Honda (本田大輔 Honda Daisuke?)
Seiyū: Yasuhiro Mamiya
Kimie Kobayashi (小林君枝 Kobayashi Kimie?)
Seiyū: Yōko Hikasa
Yui Akiyama (秋山唯 Akiyama Yui?)
Seiyū: Reina Ueda
Shōko Futami (双海翔子 Futami Shōko?)
Seiyū: Kaori Meda
Kyōjirō Mikuriya (御厨恭二朗 Mikuriya Kyōjirō?)
Seiyū: Banjō Ginga
Suguru Kakitani (柿谷スグル Kakitani Suguru?)
Seiyū: Tomoaki Maeno
Miki Tachibana (立花美紀 Tachibana Miki?)
Seiyū: Aya Endō
Mikie Fujiki (藤木マイク Fujiki Mikie?)
Seiyū: Chikahiro Kobayashi
Kōji Kazama (風間浩二 Kazama Kōji?)
Seiyū: Tomokazu Sugita
Emily Shinjō (新城エミリ Shinjō Emiri?)
Seiyū: Saori Hayami
Losyukov (ロシュコフ Roshukofu?)
Seiyū: Kōsei Hirota
Victor (ヴィクトル Vikutoru?)
Seiyū: Tarusuke Shingaki
Akiko Okuhara (奥原明子 Okuhara Akiko?)
Seiyū: Mari Yokoo
Anciano Misaki (ミサキ老人 Misaki Rōjin?)
Seiyū: Motomu Kiyokawa

## Lista de episodios
El anime de esta nueva versión tiene 12 episodios escritos por Jōji Iida. Who-ya Extended interpretó el tema de apertura de la serie "Icy Ivy", mientras que Myuk interpretó el tema de cierre de la serie "Shion".
| #  | Título                                                          | Estreno                  |
| -- | --------------------------------------------------------------- | ------------------------ |
| 1  | «Capítulo 1 (Barrera -Inicio-)»                                 | 15 de julio de 2021      |
| 2  | «Capítulo 2 (Falsificación -Engaño-)»                           | 22 de julio de 2021      |
| 3  | «Capítulo 3 (Complicación, Desencadenante -Despertar-)»         | 29 de julio de 2021      |
| 4  | «Capítulo 4 (Inspirado -Resonancia-)»                           | 5 de agosto de 2021      |
| 5  | «Capítulo 5 (Shoko Futami -Shoko-)»                             | 12 de agosto de 2021     |
| 6  | «Capítulo 6 (Pensamiento, Confrontación -Showdown-)»            | 19 de agosto de 2021     |
| 7  | «Capítulo 7 (Entre los mundos-)»                                | 26 de agosto de 2021     |
| 8  | «Capítulo 8 (Revelación a la ruina -Marcha a la aniquilación-)» | 2 de septiembre de 2021  |
| 9  | «Capítulo 9 (Paradoja inversa-)»                                | 9 de septiembre de 2021  |
| 10 | «Capítulo 10 (Protección y Socorro -Nuestro Destino-)»          | 16 de septiembre de 2021 |
| 11 | «Capítulo 11 (Fusión espacio-tiempo -Unidad-)»                  | 23 de septiembre de 2021 |
| 12 | «Capítulo 12 (Herencia, Episodio -Volver a empezar-)»           | 30 de septiembre de 2021 |